# Aremberg (munte)
Aremberg este un munte cu altitudinea de 623 m deasupra n.m., situat în districtul rural Ahrweiler, landul Renania-Palatinat, Germania.

## Date geografice
Activitatea vulcanică din perioada terțiară a dus la formarea munților din partea de nord a masivului Eifel, care se află la granița dintre landurile germane Renania-Palatinat și Renania de Nord - Westfalia. Pe versantul sudic al muntelui se află localitatea Aremberg, iar la sud-est Antweiler. Cupola de bazalt a muntelui se află într-o rezervație naturală. La est de Aremberg curge râul Ahr. Pe vârful muntelui se află ruina Aremberg, iar la nord de munte se află urmele unui drum roman. De pe munte se poate vedea o porțiune din circuitul de curse auto Nürburgring.